# Dante Guagnetti
Dante Guagnetti (Varedo, 29 novembre 1914 – Saronno, 10 aprile 1992) è stato un calciatore italiano, di ruolo terzino.

## Carriera
Giocò per due stagioni in Serie A con il Milan.